# Togny-aux-Bœufs
Togny-aux-Bœufs is een gemeente in het Franse departement Marne (regio Grand Est) en telt 146 inwoners (2005). De plaats maakt deel uit van het arrondissement Châlons-en-Champagne.

## Geografie
De oppervlakte van Togny-aux-Bœufs bedraagt 9,8 km², de bevolkingsdichtheid is 14,9 inwoners per km².
De onderstaande kaart toont de ligging van Togny-aux-Bœufs met de belangrijkste infrastructuur en aangrenzende gemeenten.

## Demografie
Onderstaande figuur toont het verloop van het inwonertal (bron: INSEE-tellingen).